# Harry Bolton Seed

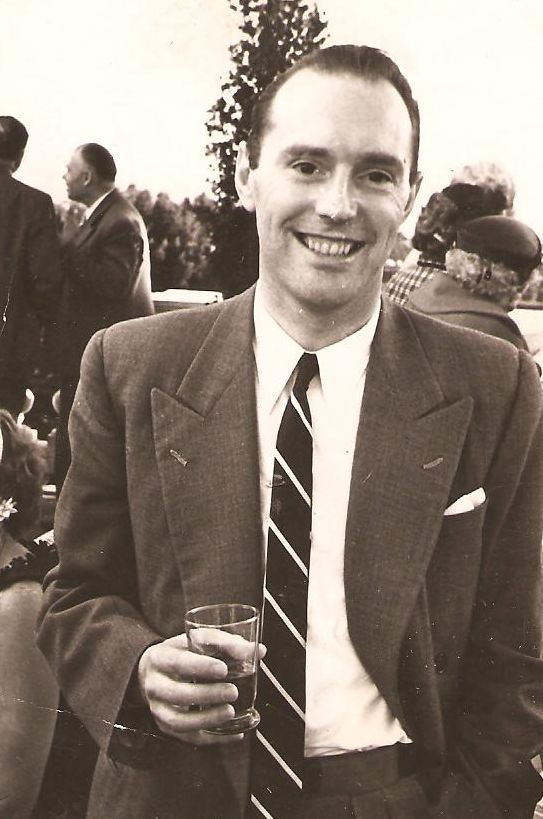
Harry Bolton Seed

Harry Bolton Seed (* 19. August 1922 in Bolton (Greater Manchester), England; † 23. April 1989) war ein britischer Bauingenieur, der lange an der University of California, Berkeley, Geotechnik lehrte und in den USA als führender Fachmann für Erdbebenfragen in der Geotechnik galt.
Er besuchte die Farnworth Grammar School und studierte (nachdem er eine Weile ernsthaft überlegt hatte, Profi-Fußballer zu werden und als Leutnant im Zweiten Weltkrieg diente) mit einem Stipendium Bauingenieurwesen an der Universität London. 1944 machte er seinen Bachelorabschluss und 1947 wurde er promoviert, mit einer Arbeit aus dem konstruktiven Ingenieurbau. Nach zwei Jahren Assistenzzeit am Kings College in London ging er in die USA, um sich bei den führenden Geotechnikern Karl von Terzaghi und Arthur Casagrande  an der Harvard University auf Bodenmechanik zu spezialisieren. Nach dem Abschluss 1948 war er ein Jahr Instructor in Harvard und arbeitete dann als Grundbauingenieur in Boston bei Thomas Worcester Inc. Ab 1950 war er an der Universität Berkeley, wo er die Geotechnik Fakultät aufbaute und zu einer der führenden des Landes machte. 1965 bis 1971 stand er der Bauingenieur Fakultät vor.
Seed gilt durch seine Forschungen (insbesondere angeregt durch das verheerende Alaska Beben von 1964) als Vater des Earthquake Engineering. Seine Untersuchungen zum Beispiel über Bodenverflüssigung (Liquefaction) und Boden-Bauwerk-Wechselwirkung bei Erdbeben führten zu grundlegenden Neuanpassungen und Verbesserungen der Bauvorschriften in den USA. Dazu untersuchte er die Schadensbilder zum Beispiel des erwähnten Alaskabebens, des San-Fernando-Erdbebens von 1971 in Kalifornien (und den dabei verursachten Dammrutschungen), des Versagens des Teton Damms 1976, der Rutschung im Hafen von Nizza 1979 oder des Erdbebens von Mexiko-Stadt 1985.  Er war an der Verbesserung der Erdbebensicherheit zahlreicher Bauprojekte weltweit, zum Beispiel Staudämmen wie dem Assuan-Staudamm oder Kernkraftwerken, beteiligt.
Er erhielt zahlreiche Auszeichnungen durch die ASCE, unter anderem den Terzaghi Preis. Er war Mitglied der National Academy of Engineering (1970), Ehrenmitglied der American Society of Civil Engineers (1985), Mitglied der National Academy of Sciences (1986) und Ehrenmitglied des Earthquake Engineering Research Institute (1988). 1987 erhielt er den ersten Ehrendoktortitel, den die Ecole Nationale des Ponts et Chaussees in Paris vergab.
1968 hielt er die Terzaghi Lecture (Landslides during Earthquakes due to liquefaction) und 1979 die Rankine Lecture (Considerations in the earthquake-resistant design of earth and rockfill dams, Geotechnique, Band 29, 1979, S. 215–63).
Er war verheiratet und hatte eine Tochter und einen Sohn, der ebenfalls geotechnischer Ingenieur an der Universität Berkeley wurde.
Ihm zu Ehren vergibt die ASCE die H. Bolton Seed Medal.